# تشارلز فريدريك هيوز
تشارلز فريدريك هيوز (بالإنجليزية: Charles Frederick Hughes)‏ هو ضابط أمريكي، ولد في 14 أكتوبر 1866 في باث في الولايات المتحدة، وتوفي في 28 مايو 1934 في تشيفي تشيس في الولايات المتحدة.